# Cyparium variegatum
Cyparium variegatum (лат.) — вид жуков-челновидок (Scaphidiinae) рода Cyparium из семейства жуков-стафилинид. Индонезия.

## Описание
Мелкие жесткокрылые, длина тела менее 5 мм. От близких видов отличаются следующими признаками: переднеспинка почти вся красноватая, в основании черноватая, надкрылья красноватые, каждое с черноватым рисунком на средней части. Брюшная поверхность красноватая. Блестящие, красновато-коричневато-чёрные. Надкрылья покрывают все сегменты брюшка, кроме нескольких последних. Формула члеников лапок: 5—5—5. Предположительно, как и близкие виды, микофаги. Вид был впервые описан в 1920 году французским колеоптерологом Julien Achard (1881—1925).